# Botenbericht
Der Botenbericht ist ein technisches Stilmittel in Theaterstücken. Er dient dazu, das Publikum in Kenntnis von Ereignissen zu setzen, die für die Handlung wichtig sind, die aber nicht direkt auf der Bühne dargestellt werden können (beispielsweise eine große Schlacht) oder sollen (beispielsweise gewalttätige oder auch sexuelle Handlungen). Eine Person auf der Bühne gibt einer anderen einen Bericht über diese Ereignisse; durch diese Rede erhält das Publikum dann die Kenntnis, die es zum Verständnis des Handlungsfortgangs benötigt. Von besonderer Bedeutung ist der Botenbericht in der griechischen Tragödie, da diese an die drei Einheiten von Ort, Zeit und Handlung gebunden ist.
Beispiele für den Botenbericht finden sich etwa in zahlreichen Bühnenstücken Shakespeares wie Macbeth, Antonius und Cleopatra oder Viel Lärm um nichts.